# 베베 (축구 선수)
티아구 마누엘 디아스 코헤이아(포르투갈어: Tiago Manuel Dias Correia, 1990년 7월 12일 ~ )는 흔히 베베라는 애칭으로 알려져 있는 포르투갈 출생 카보베르데의 축구 선수로 현재 스페인 세군다 디비시온의 라싱 페롤에서 공격형 미드필더로 활약하고 있으며 어린 시절 홈리스 보호 시설에서 자랐다. 글로벌 사회혁신 축구 대회인 홈리스 월드컵에서 대활약했다고 알려졌으나 홈리스 월드컵 '유럽컵'에 포르투갈 스트리트 사커 대표팀 CAIS 소속으로 출전해 대활약을 펼친 적이 있으며 그 해 홈리스 월드컵 최종 엔트리에는 들지 못했다.

## 클럽 경력

### 스페인 리그 진출 전
2009년 포르투갈 3부 리그의 이스트렐라 다 아마도라에서 데뷔한 이후 비토리아 SC, 맨체스터 유나이티드, 베식타시 JK, 히우 아브, FC 파수스드페헤이라, SL 벤피카 등에서 뛰었음에도 대부분 이렇다할 활약을 펼치지 못했으나 그나마 파수스드페헤이라 소속 시절 2013-14 시즌에서 공식전 39경기 14골로 팀의 프리메이라리가 잔류에 크게 기여하며 인상적인 활약을 펼쳤다.

### 스페인 리그
2014-15 시즌을 앞두고 스페인 라리가의 코르도바 CF에 입단한 이후 리그 18경기에 출전한 뒤 2015-16 시즌을 앞두고 라요 바예카노로 임대 이적하여 2015-16 시즌과 2017-18 시즌에서 공식전 54경기 6골을 기록하며 2017-18 시즌 세군다 디비시온 우승 및 차기 시즌 라리가 승격에 힘을 보탰다.
그리고 2016-17 시즌에는 SD 에이바르 소속으로 26경기 5골을 기록하며 팀 창단 약 77년만의 첫 코파 델 레이 8강 진출을 이끌었고 2018-19 시즌을 앞두고 라요 바예카노로 완전 이적 후 2021-22 세군다 디비시온 플레이오프 우승 및 3년만의 라리가 승격에 기여했다.
그 뒤 2021-22 시즌 코파 델 레이에서는 1981-82 시즌 이후 바예카노의 40년만의 국왕컵 4강 진출에 기여했으며 2022-23 시즌에는 레알 사라고사로 임대 이적하여 16경기 4골을 기록한 뒤 바예카노로 복귀했다.

## 국가대표팀 경력

### 포르투갈 U-21 대표팀
포르투갈 U-21 대표팀 소속으로 잉글랜드와의 2011년 UEFA 유러피언 U-21 챔피언십 예선 9조 4차전 경기에 처음으로 모습을 드러낸 후 북마케도니아와의 최종 8차전에서 U-21 대표팀에서의 첫 골을 기록하며 3-1 완승에 기여했지만 팀은 4승 1무 3패·조 3위에 머무르며 본선 진출에 실패했다.

### 카보베르데 A대표팀
2019년 1월 카보베르데로 귀화한 이후 2021년 아프리카 네이션스컵 본선에는 합류하지 못했고 2022년 3월 16일 카보베르데 A대표팀에 정식 합류하여 1주일 후 열린 과들루프와의 친선 경기에서 카보베르데 A대표팀 소속으로 국제 A매치 데뷔전을 치르자마자 A매치 데뷔골을 터뜨리며 2-0 승리를 이끈 뒤 이틀 후 열린 유럽 축구 최약체 리히텐슈타인과의 친선 경기에서는 멀티골을 터뜨리며 6-0 대승에 기여했다.
그 후 2023년 아프리카 네이션스컵 본선에도 참가하여 모잠비크와의 B조 조별리그 2차전에서 득점을 기록하면서 2013년 대회 이후 카보베르데의 10년만의 아프리카 네이션스컵 8강 진출의 교두보를 마련했다.

## 수상

### 클럽
SL 벤피카
- 프리메이라리가 : 우승 (2014-15)
- 수페르타사 칸디두 드 올리베이라 : 우승 (2014)

 라요 바예카노
- 세군다 디비시온 : 우승 (2017-18)
- 세군다 디비시온 플레이오프 : 우승 (2020-21)
- 코파 델 레이 : 4강 (2021-22)